# Championnat d'Albanie de football 1996-1997
Navigation
Championnat d'Albanie 1995-96 Championnat d'Albanie 1997-98
Le Championnat d'Albanie de football de Kategoria Superiore 1996-1997 est la 56e édition de ce championnat.

## Saison régulière
| Rang | Équipe                 | Pts | J  | G  | N | P  | Bp | Bc | Diff |
| ---- | ---------------------- | --- | -- | -- | - | -- | -- | -- | ---- |
| 1    | Flamurtari Vlorë       | 37  | 17 | 12 | 1 | 4  | 34 | 16 | +18  |
| 2    | KF Tirana              | 34  | 17 | 10 | 4 | 3  | 34 | 8  | +26  |
| 3    | Vllaznia Shkodër       | 33  | 17 | 11 | 0 | 6  | 24 | 16 | +8   |
| 4    | Apolonia Fier          | 31  | 17 | 9  | 4 | 4  | 22 | 15 | +7   |
| 5    | Partizan Tirana        | 31  | 17 | 9  | 4 | 4  | 19 | 15 | +4   |
| 6    | Shkumbini Peqin        | 26  | 17 | 8  | 2 | 7  | 17 | 17 | 0    |
| 7    | KF Laçi                | 25  | 17 | 7  | 4 | 6  | 19 | 19 | 0    |
| 8    | KS Lushnja             | 24  | 17 | 6  | 6 | 5  | 18 | 14 | +4   |
| 9    | Bylis Ballshi          | 22  | 17 | 6  | 4 | 7  | 18 | 16 | +2   |
| 10   | Besa Kavajë            | 22  | 17 | 6  | 4 | 7  | 15 | 14 | +1   |
| 11   | Teuta Durrës           | 21  | 17 | 6  | 3 | 8  | 14 | 13 | +1   |
| 12   | Albania Tabak Librazhd | 21  | 17 | 7  | 0 | 10 | 11 | 19 | -8   |
| 13   | Tomori Berat           | 20  | 17 | 5  | 5 | 7  | 10 | 18 | -8   |
| 14   | KS Elbasani            | 20  | 17 | 6  | 2 | 9  | 16 | 25 | -9   |
| 15   | Shqiponja Gjirokastër  | 19  | 17 | 5  | 4 | 8  | 13 | 20 | -7   |
| 16   | Olimpik Tirana         | 16  | 17 | 5  | 1 | 11 | 21 | 24 | -3   |
| 17   | Albpetrol Patos        | 16  | 17 | 4  | 4 | 9  | 12 | 27 | -15  |
| 18   | Skënderbeu Korçë       | 14  | 17 | 4  | 2 | 11 | 12 | 33 | -21  |

|  | Champion   |
|  | Relégation |

## 2etour

### Groupe 1
| Rang | Équipe           | Pts | J  | G  | N | P  | Bp | Bc | Diff |
| ---- | ---------------- | --- | -- | -- | - | -- | -- | -- | ---- |
| 1    | KF Tirana        | 46  | 22 | 14 | 4 | 4  | 40 | 9  | +31  |
| 2    | Vllaznia Shkodër | 43  | 22 | 14 | 1 | 7  | 30 | 20 | +10  |
| 3    | Flamurtari Vlorë | 41  | 22 | 14 | 3 | 5  | 42 | 23 | +19  |
| 4    | Partizan Tirana  | 40  | 22 | 12 | 4 | 6  | 28 | 20 | +8   |
| 5    | Apolonia Fier    | 31  | 22 | 9  | 4 | 9  | 25 | 26 | -1   |
| 6    | Shkumbini Peqin  | 30  | 22 | 9  | 3 | 10 | 23 | 27 | -4   |

|  | Champion |

### Groupe 2
| Rang | Équipe                 | Pts | J  | G  | N | P  | Bp | Bc | Diff |
| ---- | ---------------------- | --- | -- | -- | - | -- | -- | -- | ---- |
| 7    | KS Lushnja             | 36  | 22 | 10 | 6 | 6  | 32 | 20 | +12  |
| 8    | Teuta Durrës           | 33  | 22 | 10 | 3 | 9  | 23 | 16 | +7   |
| 9    | Albania Tabak Librazhd | 31  | 22 | 10 | 1 | 11 | 17 | 23 | -6   |
| 10   | KF Laçi                | 27  | 22 | 7  | 6 | 9  | 22 | 29 | -7   |
| 11   | Besa Kavajë            | 25  | 22 | 7  | 4 | 11 | 18 | 21 | -3   |
| 12   | Tomori Berat           | 24  | 22 | 6  | 6 | 10 | 15 | 28 | -13  |

### Groupe 3
| Rang | Équipe                | Pts | J  | G | N | P  | Bp | Bc | Diff |
| ---- | --------------------- | --- | -- | - | - | -- | -- | -- | ---- |
| 13   | KS Elbasani           | 29  | 21 | 9 | 2 | 10 | 27 | 28 | -1   |
| 14   | Bylis Ballshi         | 25  | 21 | 7 | 4 | 10 | 23 | 26 | -3   |
| 15   | Skënderbeu Korçë      | 24  | 21 | 7 | 3 | 11 | 21 | 38 | -17  |
| 16   | Olimpik Tirana        | 23  | 21 | 7 | 2 | 12 | 27 | 28 | -1   |
| 17   | Albpetrol Patos       | 16  | 21 | 4 | 4 | 13 | 15 | 39 | -24  |
| 18   | Shqiponja Gjorikastër | 19  | 17 | 5 | 4 | 8  | 13 | 20 | -7   |

## Bilan de la saison
| Tableau d'Honneur                 |                 |
| Compétition                       | Vainqueur       |
| Championnat d'Albanie de football | KF Tirana       |
| Coupe d'Albanie de football       | Partizan Tirana |

| Promotions et relégations     |       |
| Relégués en First Division    | aucun |
| Promus en Kategoria Superiore | aucun |